# Casas de Don Antonio
Casas de Don Antonio es un municipio y localidad española de la provincia de Cáceres, en la comunidad autónoma de Extremadura. El término municipal tiene una población de 177 habitantes (INE 2024). Se sitúa en la carretera que comunica Mérida con Cáceres, que discurre por la vía romana conocida como Vía de la Plata.

## Geografía
Integrado en la comarca de Cáceres, se sitúa a 31 km de la capital provincial. El término municipal está atravesado por la Autovía Ruta de la Plata (A-66) y por la carretera nacional N-630, entre los pK 582 y 585, además de por carreteras locales que conectan con Albalá y Carmonita.  
El relieve del municipio está definido por una llanura atravesada por el río Ayuela y el embalse de Ayuela, contando además con una zona más elevada al sur, la sierra de la Lombriz, integrada en la sierra de San Pedro. La altitud oscila entre los 550 m al sur (puerto de San Blas), en el límite con la provincia de Badajoz, y los 390 m a orillas del río. El pueblo se alza a 406 m sobre el nivel del mar.
| Noroeste: Aldea del Cano                | Norte: Aldea del Cano y Torremocha | Nordeste: Albalá         |
| Oeste: Cáceres                          |                                    | Este: Albalá y Alcuéscar |
| Suroeste: Cáceres y Carmonita (Badajoz) | Sur: Alcuéscar                     | Sureste: Alcuéscar       |

## Historia

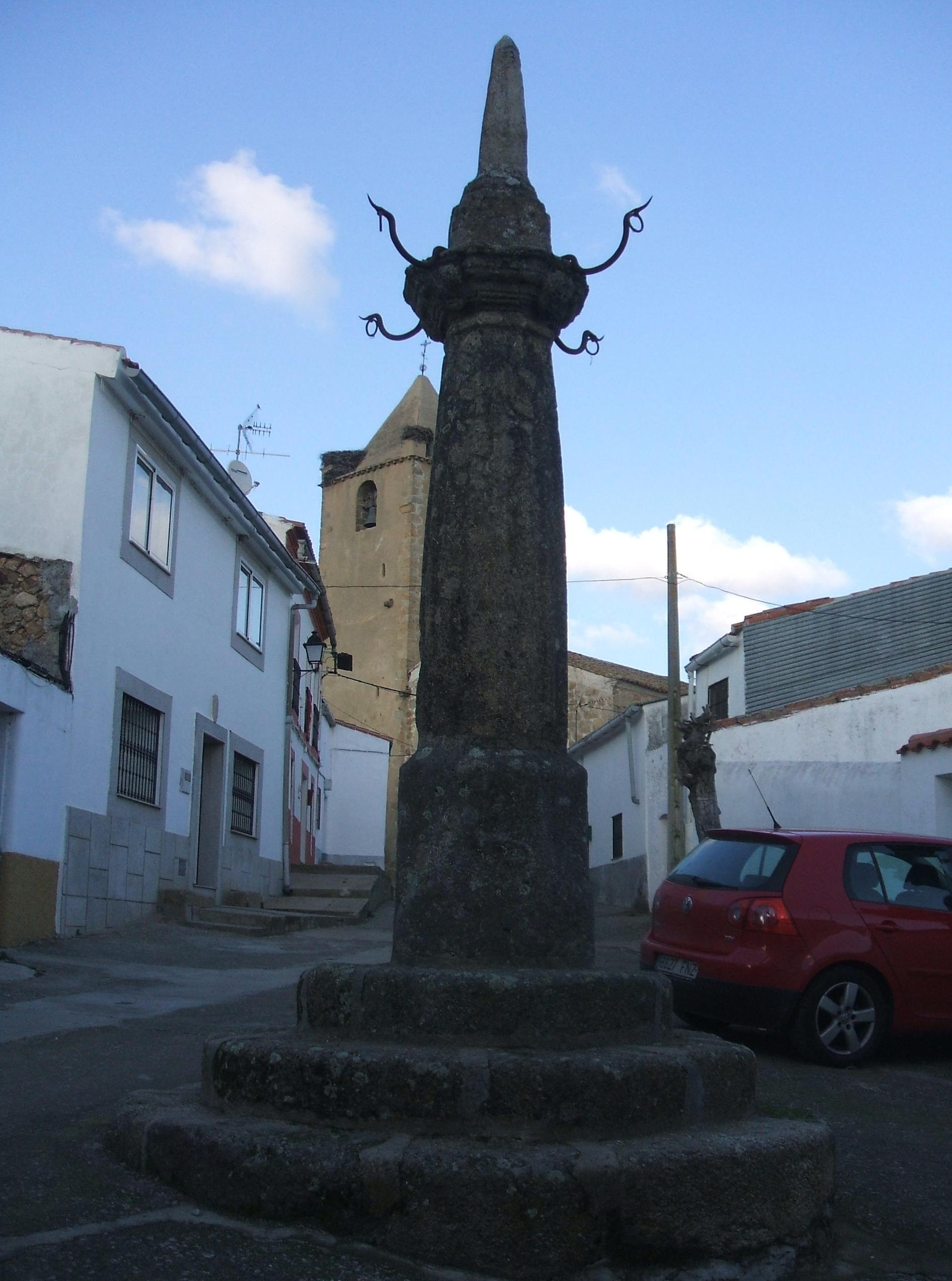
Rollo de Casas de Don Antonio

Casas de Don Antonio tiene sus antecedentes históricos en la época romana con la mansio Ad Sorores, situada a 26 millas romanas de Augusta Emerita en la Vía de la Plata.
La población actual fue fundada en el siglo XIII por la Orden de Santiago como aldea de la Tierra de Montánchez. Perteneció a Montánchez hasta el 24 de septiembre de 1769, cuando Carlos III le dio el título de villa.
A la caída del Antiguo Régimen la localidad se constituye en municipio constitucional en la región de Extremadura que desde 1834 quedó integrado en Partido Judicial de Montánchez que en el censo de 1842 contaba con 180 hogares y 986 vecinos.

## Demografía
Casas de Don Antonio cuenta con una población de 177 habitantes (INE 2024).
| Gráfica de evolución demográfica de Casas de Don Antonio entre 1842 y 2021                                          |
| |
| Población de derecho según los censos de población del INE Población de hecho según los censos de población del INE |

## Heráldica
El escudo heráldico de Casas de Don Antonio fue aprobado mediante la Orden de 25 de mayo de 2004, por la que se aprueba el Escudo Heráldico y la Bandera Municipal, para el Ayuntamiento de Casas de Don Antonio, publicada en el Diario Oficial de Extremadura el 22 de junio de 2004 luego de haber aprobado el escudo el pleno del ayuntamiento el 2 de julio de 2003 y haber emitido informe el Consejo Asesor de Honores y Distinciones de la Junta de Extremadura el 29 de abril de 2004. El escudo se define oficialmente así:

Escudo de azur. Un palo de plata, mazonado de sable, resaltado de una cruz de la orden militar de Santiago, y acostado de cuatro casas de oro, aclaradas de gules, puestas en los cantones. Al timbre, corona real cerrada.

## Patrimonio
En el municipio de Casas de Don Antonio se encuentran, entre otros, los siguientes monumentos:
- Iglesia parroquial católica bajo la advocación de Nuestra Señora de la Asunción, de la diócesis de Coria;[8]
- Ermita de la Virgen del Pilar;
- Puente romano de la Vía de la Plata sobre el río Ayuela;
- Miliario romano;
- Rollo de la villa en la plaza de España;
- Crucero de granito en la plaza José Antonio.

## Cultura

### Fiestas
En Casas de Don Antonio se celebran las siguientes fiestas locales:
- Semana Santa;
- Romería de Santiago de Vencáliz, el 1 de mayo, organizada parcialmente en el término municipal de Cáceres;
- Semana Cultural, del 9 al 15 de agosto;
- Virgen de la Asunción, el 15 de agosto;
- Virgen del Pilar, el 12 de octubre;
- El Rachón, 24 de diciembre.

### Gastronomía
En Casas de Don Antonio se elaboran dulces con motivo de la romería como bollos de Santiago, rosquillas y flores. También se elabora en romería, así como en Semana Santa, la caldereta de cordero. Otros platos que se cocinan a lo largo del año son las migas extremeñas, el gazpacho y las sopas. Las principales frutas cultivadas en el municipio son los higos, las granadas y los membrillos.